# Turdus falcklandii
Il tordo australe (Turdus falklandii Quoy & Gaimard, 1824) è un uccello della famiglia dei Turdidi.
È la specie del suo genere che vive più a sud nel pianeta. Endemica della parte più meridionale dell’America del Sud, è comune in Cile e Argentina e relativamente abbondante nelle Isole Falckland. Si riconosce per il colore olivastro-brunastro della livrea, l’anello oculare e il becco giallo-arancio. Onnivoro, esercita una funzione positiva nel controllo degli insetti nocivi all’agricoltura ed è tra i principali benemeriti dispersori di semi del bosco temperato australe. Svolge la stessa funzione nell'arcipelago Juan Fernández, dove però favorisce le specie invasive. La stagione riproduttiva, durante la quale può avere fino a quattro-cinque covate l’anno, è compresa tra agosto e febbraio in Cile, ottobre e novembre in Argentina e agosto e dicembre nelle isole Falckland.
Pratica le zone semiaperte, praterie, margini di bosco e aree boschive rade, ma si adatta molto bene anche a giardini e frutteti. Sedentario, in inverno, può compiere brevi spostamenti. Frequenta una grande varietà di habitat, dal bosco andino patagonico alla steppa patagonica. La sostituzione di gran parte della vegetazione arbustiva originaria con estese piantagioni di fruttiferi sembra aver determinato un habitat favorevole per quella che è forse la specie autoctona più comune negli ambienti sempreverdi e umidi modificati dall’uomo, nel suo areale. La tendenza della popolazione sembra stabile e la specie è compresa nella Categoria Rischio minimo della Lista Rossa dell’IUCN delle specie minacciate.

## Descrizione
Il maschio adulto è lungo fino a 26 cm e ha una massa corporea che varia da 95 a 113 g. Ha fronte, cappuccio, nuca, guance e copri-orecchie nerastri con alcuni segni marrone chiaro sulla fronte e sul cappuccio. L'area dalla nuca e della schiena, comprendente le copritrici maggiori, nonché il bordo delle penne secondarie e delle terziarie, è olivastro-brunastro. Il resto delle ali, comprese le penne primarie e le remiganti, è bruno-nerastro. La coda è dello stesso colore, bruno-oliva alla base delle timoniere centrali. Il mento e la gola biancastri sono fortemente macchiati e striati di marrone nerastro. La parte inferiore della gola e la parte superiore del petto sono di un bruno camoscio brillante, che vira al bruno ocra sui lati del collo e all'arancione più o meno pallido sul resto del petto, ventre, zampe, fianchi e copritrici del sottocoda. La parte inferiore delle ali ha lo stesso colore del petto e dei fianchi. Il becco, forte e appuntito, varia dal giallo all'arancio pallido; gli occhi sono caffè o marrone scuro, con l’anello oculare giallo-arancio pallido. Le gambe e i piedi possono avere diverse gradazioni, dal giallo brillante al giallo-arancio.
La femmina spesso non può essere distinta dal maschio, tuttavia, la sua testa è più chiara e vira al marrone camoscio. Le sue parti superiori sono talvolta più chiare o sfumate di giallo oliva. Gli immaturi hanno il dorso bruno, con evidenti striature camoscio chiaro su testa, nuca, mantello, dorso e scapolari. Le copritrici grandi e medie hanno macchie arancioni sulle punte. Le parti inferiori sono di colore da giallo a giallo-arancio, con numerose macchie brunastre su petto, ventre e fianchi e striature sul mento e sulla gola. Il becco è marrone. Zampe e piedi sono di colore marrone giallastro opaco.
Può essere confuso con altri tordi, ma la sua area di distribuzione è abbastanza specifica. Impossibile da confondere con il maschio del tordo chiguanco o con il tordo panciacrema, del quale sovrappone il suo areale a nord. Molto simile nel comportamento al merlo, ha però canti e richiami differenti.

## Biologia
Territoriale e monogamo, questo tordo vive solitario o in coppia. Nelle isole Falckland (o Malvine), è stato visto uccidere il cinclode nerastro e la procellaria delle tempeste dal dorso grigio. È abbastanza curioso e non difficile da avvicinare. È il maschio che stabilisce il territorio e che lo difende, mentre la femmina costruisce il nido. Pratica le zone semiaperte, praterie, margini di bosco e aree boschive rade, ma si adatta molto bene anche a giardini e frutteti. È forse la specie autoctona più comune nei giardini e nelle piazze cittadine e, in genere, negli ambienti sempreverdi e umidi modificati dall’uomo. Ha un volo veloce e ondulato.

### Alimentazione
Onnivoro, frequenta prevalentemente prati e pascoli, alla ricerca di lombrichi, lumache, insetti, larve e altri invertebrati. Entrano nella sua dieta, specialmente d’inverno, anche bacche, frutti e semi di piante erbacee, arbustive e arboree appartenenti a vari generi, tra cui Aextoxicon, Amomyrtus, Aristotelia, Azara, Cestrum, Drimys, Echinopsis, Galium, Gaultheria, Lithraea, Maytenus, Mirteola, Muehlenbeckia, Nertera, Ovidia, Porlieria, Schinus e Tristerix. Frequenta anche la riva del mare, dove cerca le sue prede tra le alghe. Nei pressi delle aree più antropizzate, nei periodi più freddi, non disdegna le mangiatoie artificiali ed i rifiuti domestici.

### Riproduzione
La stagione riproduttiva è compresa tra agosto e febbraio in Cile, tra ottobre e novembre in Argentina e tra agosto e dicembre nelle isole Falckland. Nella zona centrale del Cile, che beneficia di condizioni climatiche particolarmente favorevoli rispetto alle zone australi, la stagione riproduttiva può durare fino a sei mesi, con punte in settembre. Nella zona estrema australe, sulla costa atlantica e nelle Falkland, la stagione è più breve — quattro o cinque mesi — a seconda delle variazioni annuali delle condizioni climatiche. I nidi sono, in genere, costruiti in luoghi freschi e ombrosi, nella vegetazione densa, ad un’altezza inferiore a dieci metri, o in frutteti e giardini — gli alberi preferiti sono l'avocado e gli agrumi, sempreverdi — , ma anche in fessure tra le rocce, nell'erba alta sopra gli argini e negli edifici. Sono fedeli al loro territorio, la cui dimensione dipende dall'approvvigionamento alimentare. Ad esempio, due famiglie e due nidiate con due o tre pulcini ciascuna, possono condividere un giardino relativamente piccolo, ma con molta acqua e lombrichi.
Il nido ha forma di coppa, del diametro di una decina di centimetri ed è costruito con un impasto di erba, muschio, foglie, radici fini e crini di cavallo, consolidati con fango o escrementi di bestiame e foderati con erbe più fini e muschio. Vi sono deposte da due a quattro uova, di colore blu-verdastro, con macchie o screziature rosse, più o meno sbiadite, o brune. L’incubazione è a carico della femmina, mentre il maschio pattuglia i dintorni. Il periodo di incubazione e allevamento per covata è di circa 30 giorni, cui vanno aggiunti altri 14 giorni per la costruzione del nido e l’intervallo tra ogni nidiata e la successiva. I pulcini, che sono nutriti da entrambi i genitori, lasciano il nido a due settimane di vita, ma i genitori continuano a nutrirli per un certo tempo. Il numero delle nidiate per stagione varia da tre a cinque.

### Voce
Il canto amoroso che lancia nella stagione riproduttiva, spesso dalla cima degli alberi, dall’alba fino a tarda notte, è piuttosto debole, discreto, esitante e include una serie prolungata di frasi gorgheggianti, ripetute più volte, come juiep tiele churi juiep cheee. Durante il corteggiamento, emette un ronzio basso chiz-chiz. I richiami tipici di questo tordo sono un uiiit in tono basso ed alcuni suoni più aspri wreet o sreep e trrrt acuto. Il verso di allarme è un choyz-choyz-choyz forte e profondo. Nella difesa del territorio, avvisa gli intrusi un profondo e aspro skwuk o squack.

## Distribuzione, migrazioni e habitat

### Distribuzione
È la specie del genere Turdus che vive più a sud nel pianeta. Endemica della parte più meridionale dell’America del Sud, è comune in Cile e Argentina e relativamente abbondante nelle Isole Falckland. Le due sottospecie riconosciute occupano areali differenti: T. f. pembertoni, distribuito soprattutto in Cile, in Argentina, lo si trova nella parte centro-meridionale, a sud di Neuquén e del Rio Négro, fino a Santa Cruz; e T. f. magellanicus o falklandii, residente nelle Isole Falkland e nell'arcipelago Juan Fernández. In Cile, spazia dalla Valle del Copiapó (Atacama), dove nidifica, alle isole dell'arcipelago di Capo Horn, in prossimità della Terra del Fuoco.

### Migrazioni
È sedentario, ma in inverno può compiere spostamenti e dispersioni dell’ordine di cinque o sei chilometri.

### Habitat
Frequenta una grande varietà di habitat, normalmente sotto i 1.700 metri, ma fino a 2.150 metri di altitudine, dal bosco andino patagonico, dominato dal Nothofagus, alla steppa patagonica. Si incontra nel bosco e nel sottobosco aperto - apprezza particolarmente quelli di faggio -, ai margini di fitte foreste, nelle brughiere e negli arbusteti, ma anche nelle aree coltivate con alberi sparsi e siepi e nei giardini alberati. Nelle Falkland, frequenta i fitti prati di erba tussock alta fino a tre metri di altezza, vicino a spiagge rocciose sparse di felceti, dove fruga nei cumuli di alghe in decomposizione.

## Predatori e parassiti
È predato da rapaci (civetta nana, caracara chimango), corvidi e volpe grigia argentina, tra gli altri. Il gatto domestico è il suo più importante predatore, nelle zone abitate. Inoltre, ospita vari ectoparassiti (pulci, zecche) ed è vettore di patogeni, quali Haemoproteus, Plasmodium e Leucocytozoon.
In Argentina, sono stati osservati individui adulti di più specie di tordo, tra cui il tordo australe, con deformazioni (allungamenti, incroci, curvature) interessanti le mandibole, con limitazioni dell'uso del becco, che sarebbero prodotte da un fungo.

## Status e conservazione
La sostituzione di gran parte della vegetazione arbustiva originaria con estese piantagioni di fruttiferi sembra aver determinato un habitat favorevole per la specie. Il tordo australe è protetto dalla legge, con l’eccezione dell’arcipelago Juan Fernández, dove si può cacciare senza limitazioni. Ciò in considerazione dei problemi causati con la dispersione dei semi di specie invasive, in particolare di quelle del rovo, in questo ecosistema isolano.
La popolazione della specie non è stata quantificata, ma la tendenza sembra essere stabile e la specie è compresa nella Categoria Rischio minimo della Lista Rossa dell’IUCN delle specie minacciate.

## Posizione nell’ecosistema
T. falcklandii, endemico e residente in Cile e Argentina, è tra i principali dispersori di semi del bosco temperato australe. Funzione questa che esplica defecando i semi dei frutti ingeriri. Esso ha la capacità di consumare frutti carnosi di dimensioni maggiori del suo becco (> 10 mm) e, tra questi, le bacche dalla polpa carnosa edibile della patagua di Valdivia, un’importante mirtacea sempreverde con requisiti di luce diffusa inferiori rispetto ad altre piante forestali, i cui semi riuscirebbero a germinare solo se le sue bacche sono digerite da questo tordo. La stessa funzione viene esercitata, però con effetti negativi, nell'arcipelago Juan Fernández, in Cile, dove la dispersione riguarda semi di specie invasive (Rubus, tra le altre).

## Rapporti con l'uomo

### Nella cultura di massa
Le Isole Falkland e il Cile hanno emesso francobolli con l’immagine del tordo australe.

## Sistematica
Di questa specie si riconoscono due distinte sottospecie:
- T. f. pembertoni Quoy & Gaimard (1824) - Argentina centro-meridionale (Río Negro e Neuquén).
- T. f. magellanicus King, PP (1831)           – da Chile meridionale e Argentina meridionale alla Terra del Fuoco; Isola di Juan Fernández.